# Косянчук, Фёдор Яковлевич
Федор Яковлевич Косянчук (1899, село Буда Волчковская Киевской губернии, теперь Полесского района Киевской области — 3 декабря 1979, село Дмитровка Знаменского района Кировоградской области) — украинский советский деятель, новатор сельскохозяйственного производства, кукурузник, звеньевой колхоза имени Сталина («Правда») Знаменского района Кировоградской области. Герой Социалистического Труда (26.02.1958). Депутат Верховного Совета УССР 5-6-го созывов.

## Биография
Родился в семье крестьянина-бедняка. Трудовую деятельность начал с одиннадцатилетнего возраста. Сначала работал батраком у зажиточных крестьян, затем был кочегаром на одном из заводов Гомельщины. После 1918 года занимался сельским хозяйством.
В 1922—1924 годах — служба в Красной армии.
С июля 1924 года — лесник-объездчик Балашовского лесничества Петриковского района Мозырського округа Белорусской ССР. В мае 1932—1933 годах — председатель колхоза «Красный труд» села Гигруда Петриковского района Белорусской ССР.
С декабря 1933 года работал пахарем колхоза имени Сталина села Дмитровка Знаменского района Одесской области. Во время Великой Отечественной войны участвовал в партизанском движении в отряде имени Ворошилова на Кировоградщине.
С 1944 года — председатель колхоза имени Сталина села Дмитровка Знаменского района Кировоградской области.
С 1955 года — звеньевой звена по выращиванию кукурузы колхоза имени Сталина (с 1959 года — «Правда») села Дмитровка Знаменского района Кировоградской области. В 1958 году звено Федора Косянчука собрала по 77,4 центнера гибридной кукурузы с гектара в зерне.
Член КПСС с 1957 года.
Потом — на пенсии в селе Дмитровке Знаменского района Кировоградской области.

## Награды
- Герой Социалистического Труда (26.02.1958)
- орден Ленина (26.02.1958)
- орден Трудового Красного Знамени
- медаль «Партизану Великой Отечественной войны» II ст.
- медали